# Villa Alphyddan, Djursholm

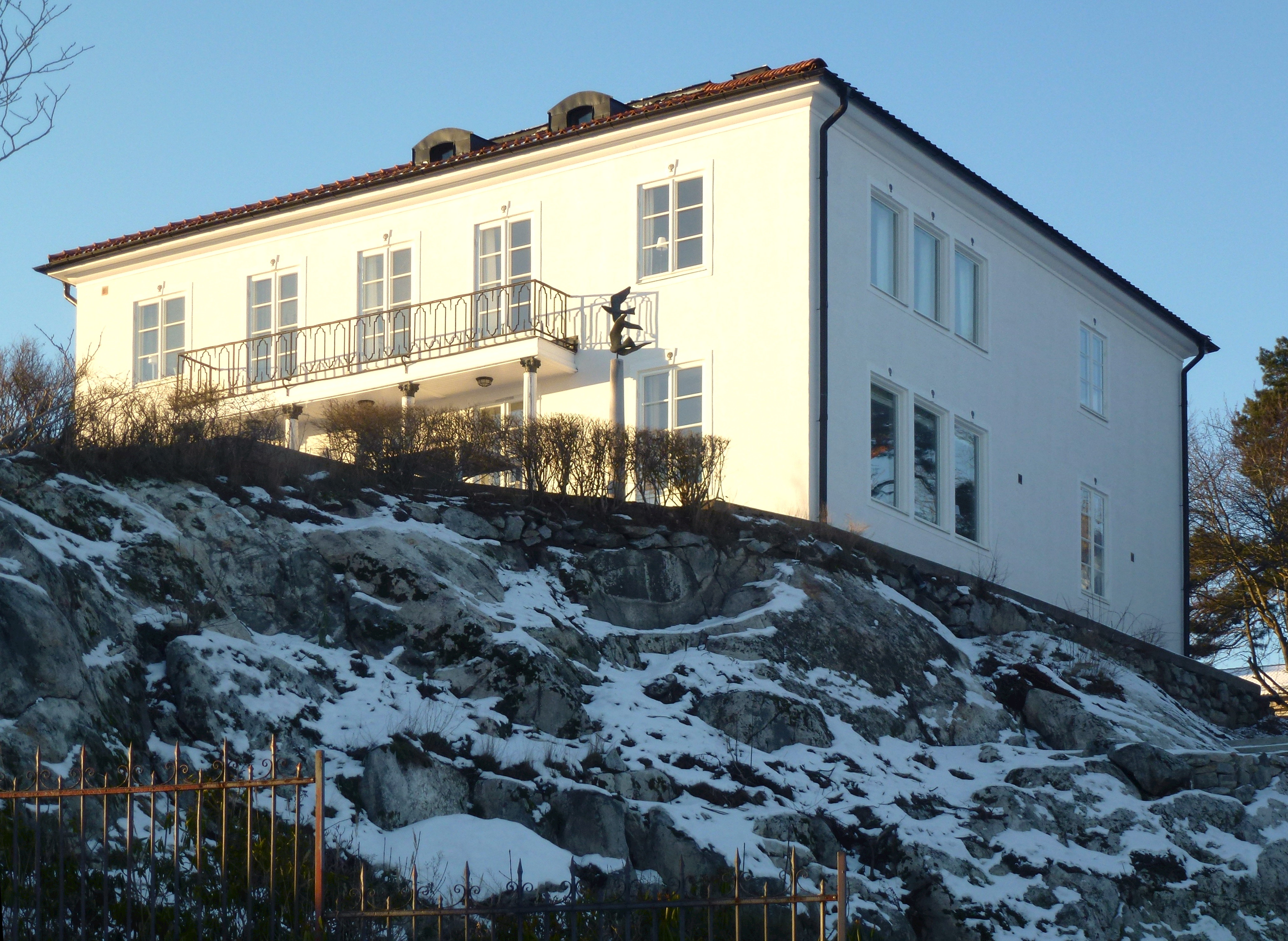
Villa Alphyddan, januari 2014.

Villa Alphyddan är en villafastighet i kvarteret Breidablik vid Strandvägen 15 / Auravägen 2  i Djursholm, Danderyds kommun. Villan uppfördes 1892 efter ritningar av arkitekt Johan Albert Nordström och genomgick på 1920-talet en omfattande ombyggnad av arkitekt Karl Güettler.

## Beskrivning

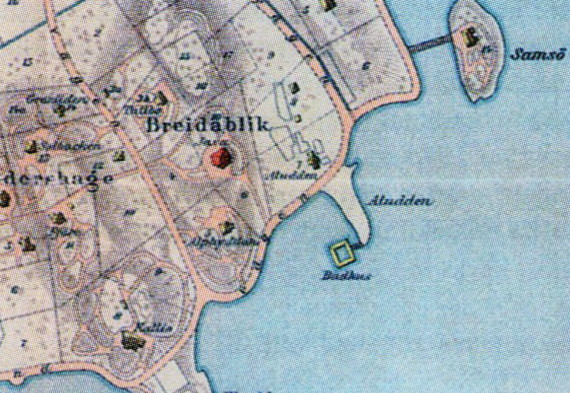
"Alphyddan" på karta från 1896.

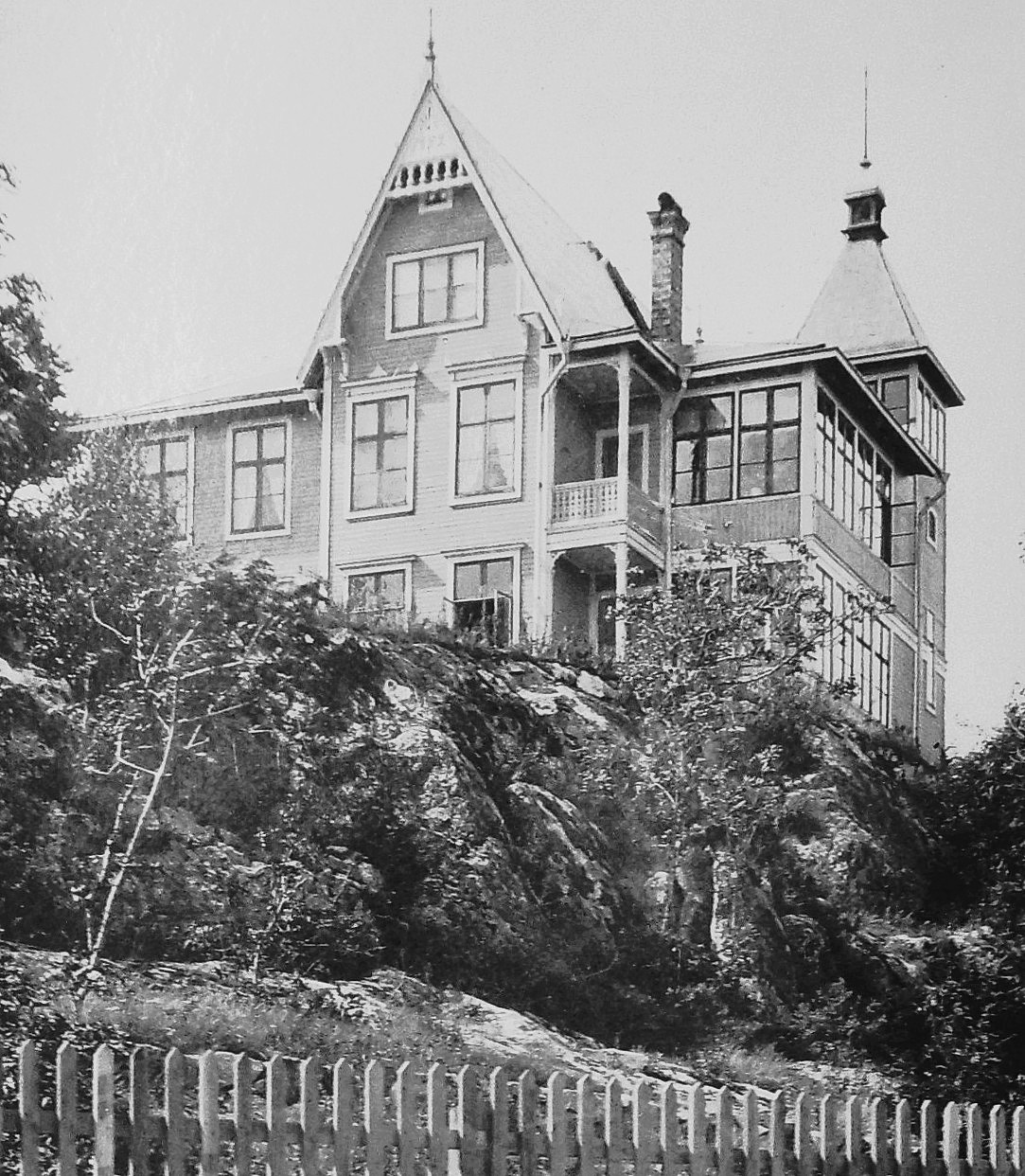
Villa Aplhyddan, 1890-tal.

Villa Alphyddan byggdes 1892 som en av de första villorna vid Strandvägen. Huset tronar som en alphydda på en hög klippa ovanför Strandvägen med vidunderlig utsikt över Stora Värtan. Entrén nås från Auravägen. Huset ritades av arkitekt Johan Albert Nordström till sig själv och sin familj, han fungerade även som byggmästare. 
Nordström var arkitekt och byggherre bakom några stora bostadshus i Stockholm, bland annat Beväringen 1 (Strandvägen 43) och Beväringen 5 (Strandvägen 47) där han även var byggherre. Han ritade även huset vid Observatoriegatan 5, Bastugatan 12 och Parmmätargatan 11.
När huset stod färdigt 1892 hade det ett helt annat utseende än dagens. Det var formgivet i den tidstypiska nationalromantiska stilriktningen med höga takfall, verandor, torn och panelade fasader.
I slutet av 1920-talet ombyggdes villan mycket genomgripande efter ritningar av Karl Güettler, nu i för den tidens typiska 1920-talsklassicism. Verandor och torn försvann, fasaderna reveterades och målades i vit kulör medan taket omvandlades till ett enkelt valmat sadeltak. På sjösidan tillkom en balkong som bärs upp av fyra kolonner i korintisk ordning. Huset har 11 rum fördelade på en boarea om 480 m². Interiört finns bland annat ursprungspanelen och handmålade tapeter bevarade i salen.
Under många år bodde Nordströms döttrar Tillie och Curre i Villa Alphyddan. På 1950-talet genomfördes ytterligare en ombyggnad. På 1980-talet styckades tomten och på den södra delen byggdes en husgrupp med bostadsrättslägenheter. I januari 2012 bytte villan ägare för 29 miljoner kronor.

## Bilder, förr och nu

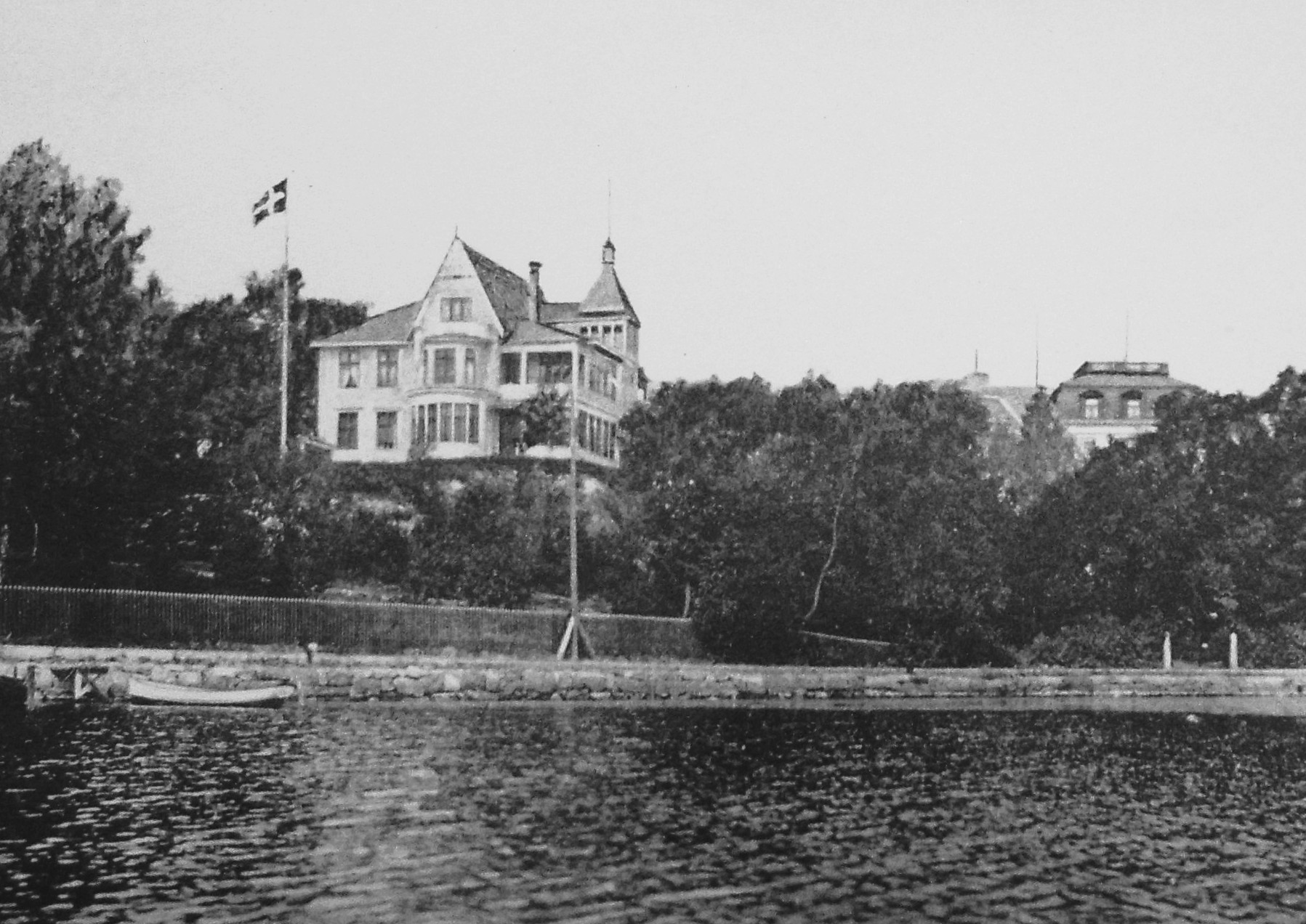
Alphyddan på 1890-talet
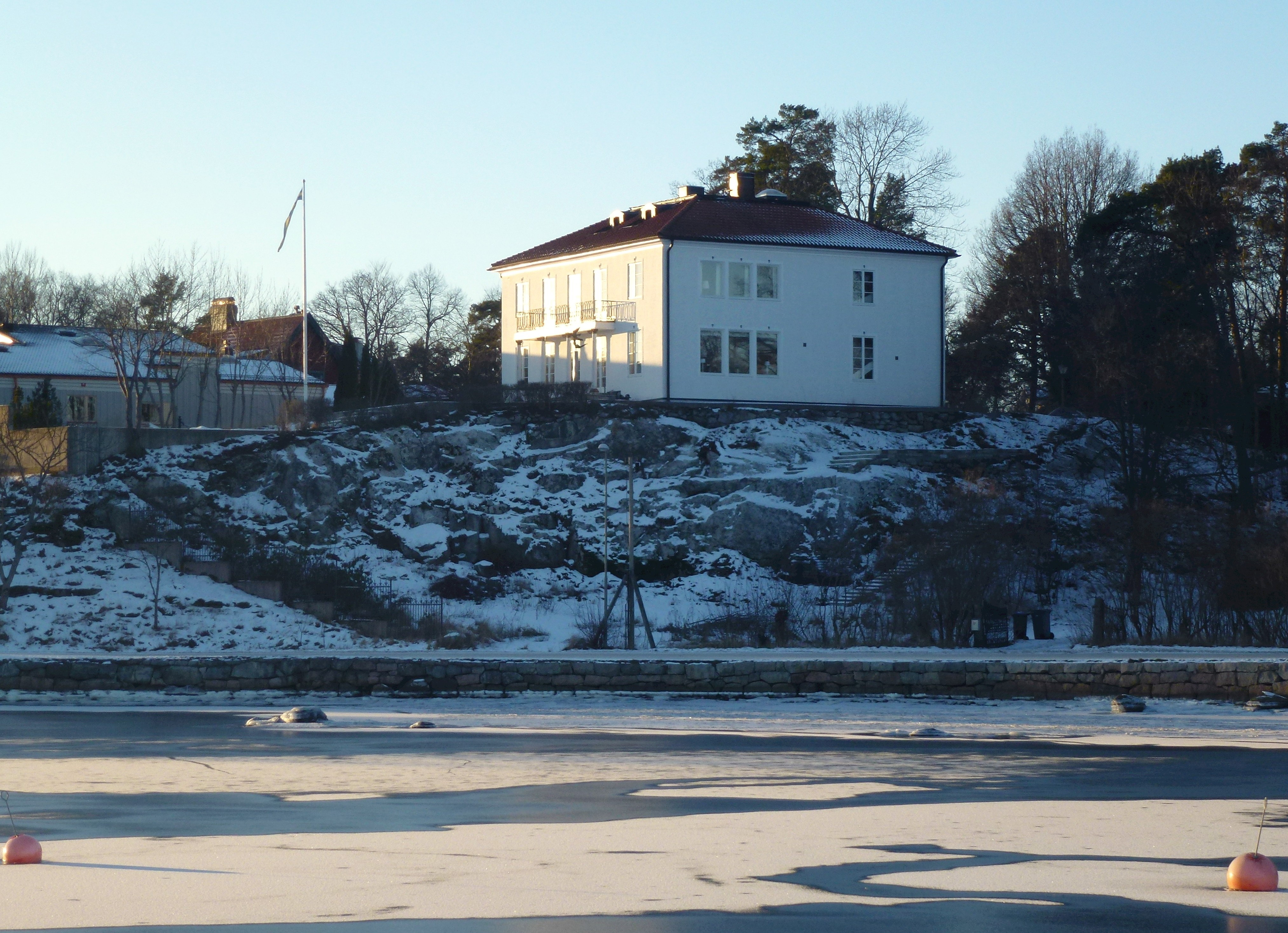
Alphyddan i januari 2014